# Esmé Quartet
Das Esmé Quartet ist ein Streichquartett, das 2016 von vier koreanischen Musikerinnen an der Hochschule für Musik und Tanz Köln gegründet wurde.
Im Frühjahr 2018 gewann das Quartett den ersten Preis und vier Sonderpreise (Alan Bradley Mozart-Preis, Bram Eldering Beethoven-Preis, ProQuartet-Preis und Preis der Esterházy-Stiftung) beim renommierten Wigmore Hall International String Quartet Competition in London. Im Herbst 2018 wurde es HSBC Laureate of the Académie du Festival d’Aix-en-Provence. Diese Anerkennung folgte auf Preise beim Trondheim International Chamber Music Competition, beim Irene-Steels-Wilsing-Streichquartett-Wettbewerb in Berlin und beim 55. Possehl Musikpreis Lübeck.
Esmé Quartet trat in St. Martin-in-the-Fields, beim Flagey Musiq3 Festival in Brüssel und als Resident-Quartett beim Festival d’Aix-en-Provence 2018, der McGill International String Quartet Academy 2018 in Montreal und Classic Esterházy im Schloss Esterházy  in Eisenstadt auf. Das Quartett hat 2017 an der ProQuartet Academy in Roussillon (Frankreich) und am Jeunesses Musicales International Chamber Music Campus 2017 in Weikersheim teilgenommen, wo es einen Sonderpreis in Form einer Residency beim Heidelberger Streichquartettfest 2019 erhielt.
Esmé Quartet studierte bei Heime Müller (Artemis Quartett) an der Musikhochschule Lübeck und studiert derzeit bei Oliver Wille (Kuss Quartett) an der HMTM Hannover.
Der Name des Quartetts leitet sich von einem altfranzösischen Wort ab, das „geliebt“ oder „geachtet“ bedeutet.

## Mitglieder
Die Mitglieder des Quartetts sind:
- Wonhee Bae, erste Geige
- Yuna Ha, zweite Geige
- Seit März 2023, Dimitri Murrath, Bratsche (Vorgängerin: Jiwon Kim)[13]
- Ye-eun Heo, Violoncello.